# Кам'янець-Подільська центральна районна бібліотека
Кам'янець-Подільська центральна районна бібліотека - публічна, культурно-освітня, інформаційна установа. Заснована 1940 року.

## Історія бібліотеки
Історична доля Кам’янець-Подільської центральної районної бібліотеки, однієї із  книгозбірень Хмельницької області  складалася дуже непросто.
За цей час багато разів змінювалося коло виконуваних нею функцій. Але завжди, за всіх політичних режимів і урядів, бібліотека зберігала свої найкращі риси й традиції-донесення до найширших верств населення здобутків вітчизняної і світової культури, втілених у книзі, демократичність і загальнодоступність, націленість на невпинний розвиток і утвердження своєї суспільної значущості як храму знань, накопичених людством.
Точкою відліку історії бібліотек можна вважати дожовтневий період, коли за організацію народних читань дбали земства.
Після революції мережа бібліотек почала швидко розвиватись, в селах створювались бюджетні сільські будинки з бібліотеками, на висілках, хуторах - хати-читальні, червоні кутки.
На кінець 1925 р. в Кам'янець-Подільському окрузі нараховувалося близько 30 хат-читалень, їх культурно-освітня діяльність була націлена на українізацію суспільного життя.
На середину 30-х рр. у Кам'янець-Подільському районі 207 культурно-освітніх працівників вели індивідуальне та групове навчання більше як 5 тисяч чоловік.
Документи обласного архіву свідчать, що в 1940 р. в Кам'янець-Подільському районі була районна бібліотека, 2 сільські бібліотеки з фондом 4347 примірників та 55 приклубних бібліотек з книжковим фондом 29097 примірників книг, 37 хат-читалень.
За період фашистської окупації бібліотеки району, їх книжкові фонди були знищені майже повністю. В 1945 р. в районі працювала лише бібліотека в с. Довжок.
Після Великої Вітчизняної війни бібліотеки відроджувались з великими труднощами, бібліотечне майно складалось з саморобних столів, 2-4 книжкових полиць.
В 1951 р. в фонді районної бібліотеки налічувалось 7154 примірників книг, штат - 3 працівники. Бібліотека обслуговувала 1077 читачів, яким було видано 8832 примірники книг. Завідувачка бібліотеки Жабіна Зінаїда Ілінічна.
Районна бібліотека комплектувалась з Хмельницького обласного бібколектора.
В 1951 р., крім районної бібліотеки діяло лише 10 сільських бібліотек з книжковим фондом 15284 прим. книг, в селах Довжок, Дерев’яни, Рогізна, Жванець, Кадиївці, Жовтневе,  Сокіл, Руда, Сл. Рихтепька, Кульчиївці.
В 1951 році в районі було всього 11 платних бібліотечних працівників, лише 3 працівники з спеціальною  освітою.
В 1971 році в районі діяло 2 районних, 98 сільських, 4 профспілкових бібліотек.
Доведенню книги до кожного населеного пункту, кожної виробничої ділянки сприяв «Автоклуб». Працівники райбібліотеки організовували за допомогою автоклубу масові заходи в бригадних селах, на  виробничих ділянках, оформлялись пересувні книжкові виставки, проводились  огляди літератури. (працівники бібліотеки Троняк, Байдусь, Литвак, Корольова, Козак).
За активну участь у республіканському огляді діяльності культ освітніх закладів по інтернаціональному та патріотичному вихованні населення в 1975 році районна бібліотека нагороджена Почесною грамотою Міністерства культури УРСР.
В 1965-1975 рр. збудовано нові приміщення для 21 бібліотеки. Переведено в кращі  приміщення 5 бібліотек.
Централізація бібліотечної справи в районі сприяла піднесенню рівня бібліотечного обслуговування населення, упорядкуванню книжкових фондів бібліотек, зміцненню їх матеріальної бази. До послуг трудівників району: централізована районна бібліотека з відділами обслуговування для дорослих (зав. відділом С. Е. Корольова), методично-бібліографічний (Литвак К. К.), комплектування і обробки літератури (Байдусь Г. І.), організації і збереження книжкових фондів (Г. А. Качуровська), центральна районна дитяча бібліотека (Е. О. Ковальчук), 98 філіалів центральної бібліотеки в селах. Директором централізованої бібліотечної системи призначено Троняк Ірину Володимирівну.
На початок централізації Кам’янець-Подільська ЦБС одна із найкращих в області за забезпеченням кадрами. Зміцнювалась  матеріальна база бібліотек району. Щорічно бібліотеки наповнювались новими стелажами, телевізорами, програвачами, магнітофонами. Значна  кількість бібліотек розширили і покращили свої приміщення: Нефедівці, В. Залісся,  Гута – Чугорська, Сокіл. Стара Ушиця, Сл. Кульчиівецька, Жванець.
Під час важливих польових робіт до трудівників району на виробничі ділянки виїздив БІБЛІОБУС. Колгоспники мали можливість познайомитися з новинками літератури. Все це сприяло пропаганді бібліотечної системи, покращенню стану бібліотечного обслуговування населення. Працівники бібліотеки постійно дбали про те, щоб виставки ширше висвітлювали хід всенародного соціалістичного змагання, глибше і повніше знайомили читачів з найважливішими подіями в нашій країні і за рубежем, з книжковими новинками науки і техніки.
Значний внесок у розвиток культури, запровадження нових форм художньої самодіяльності, кадрове і матеріально-технічне забезпечення культурно-освітніх установ вніс заввідділу культури Кам'янець-Подільського району П.А.Фараонов.
За 5 років централізації 24 бібліотеки отримали нові або розширили старі приміщення. За цей час придбано 900 стелажів та вітрин, 65 каталожних ящиків, 270 стільців. Книжковий фонд зріс на 187500 примірників. Послугами бібліотек користуються більше двох третин населення району.
За найкращі успіхи, досягнуті в ході Республіканської читацької конференції «Ленінським курсом до Комунізму» — нагороджено директора РЦБС І.В. Троняк (1978) за підписом Міністра культури України С.Безклубенка.
Дипломом Першого ступеня нагороджена центральна бібліотека за активну участь у проведенні республіканського огляду державних масових і республіканських читацьких конференцій «Дружба народів нам силу дає», присвячених 60 – річчю утворення СРСР (1983 рік).
На відзначення 60-річчя Великого Жовтня у країні проводився огляд діяльності бібліотек. Найкращими в районі визнані бібліотеки-філіали с. Жовтневе та Завалля. Почесними дипломами відповідно нагородженні В.Л.Левківська, В. І. Чорненька.
Визнано переможцем огляду – конкурсу і ЦРБ. Дипломом і грамотою Міністерства культури нагороджена зав. відділу обслуговування ЦРБ С. Є Корольова (1997 рік).
У 1997 році відбулась зміна керівництва в бібліотечній галузі. З листопада місяця директором РЦБС працює Хівріч Валентина Петрівна.
З 2001 року директором РЦБС є Федорчук Надія Вікторівна, яка понад 30 – ти років працює в Кам’янець-Подільській районній бібліотечній системі, з них близько 10 – ти – директором однієї з найбільших в Україні ЦБС.
Вся фахова діяльність Надії Вікторівни пов’язана з Кам’янець-Подільською централізованою бібліотечною системою, роботою як у часи стабільності, так і у складний період перебудови та становлення української державності.
Це – здібний, творчий фахівець, що вміє налагодити творчий процес, активно залучаючи бібліотечних фахівців до здійснення активного змістовного бібліотечного обслуговування.
Запорука успіху діяльності наших книгозбірень – самовіддана праця директора Федорчук Надії Вікторівни. Їй притаманні риси творця, носія інформації та знань, мобільність, креативність, вміння швидко реагувати на зміни.
За вагомий внесок бібліотек Кам’янець-Подільської РЦБС в культурному розвитку краю, за участь в обласних оглядах – конкурсах і перемогу в них Надія Вікторівна неодноразово нагороджувалась грамотами обласної ради, обласного управління культури, туризму і курортів ОДА, обласних бібліотек, грамотами РДА, відділу культури і туризму.
На сьогодні ЦБС нараховує 85 бібліотек — філіалів:
- 81 - сільських бібліотек — філіалів
- 2 - міських бібліотеки
- 2 - районних (ЦРБ та районна дитяча бібліотека)

Всіх бібліотечних працівників в системі - 85:
- з них мають вищу освіту - 16
- середню спеціальну – 46.

Книжковий фонд Кам’янець-Подільської ЦБС становить більш як 815 000 примірників. Бібліотеки системи за рік обслуговують більше ніж 30 000 читачів, яким видають понад 690 000 примірників літератури.
Кам’янець-Подільська районна централізована бібліотечна система у 2003 році брала участь в обласному огляді-конкурсі на найкращу діяльність централізованих бібліотечних систем, присвяченому Року культури в Україні та нагороджена Дипломом за І місце у номінації «Найкраща ЦБС по обслуговування книгою сільського населення».
У 2005 році Кам’янець-Подільська РЦБС нагороджена Дипломом за I місце в обласному конкурсі на найкращу організацію роботи з екологічного виховання молоді.
У 2006 році Кам’янець-Подільська РЦБС нагороджена Дипломом за II місце в обласному огляді-конкурсі серед публічних бібліотек по громадянському вихованню молоді.
У 2010 році Кам’янець-Подільська ЦРБ нагороджена Дипломом за участь в обласному конкурсі на найкращий інформаційний стенд із циклу «Країнами Європи» та за значний вклад у підвищення рівня обізнаності громадськості з питань євроінтеграційної політики України та соціально-економічного становища в країнах — членах ЄС.

## Режим роботи
Понеділок-четвер з 8.00 до 19.00 години
П'ятниця з 8.00 до 18.00 години
Неділя — з 10.00 до 16.00 години
Вихідний день — субота

## Фонди
Станом на 1.01.2014 р. фонд бібліотеки налічує 50737 тисяч книг, періодичних і електронних видань, аудіовізуальних і образотворчих матеріалів, CD-ROM, карт, нот, та інших документів з усіх галузей знань, понад 60 назв журналів і газет.